# Hahnia nava
Hahnia nava là một loài nhện trong họ Hahniidae. Chúng được miêu tả năm 1841 bởi John Blackwall.

## Hình ảnh

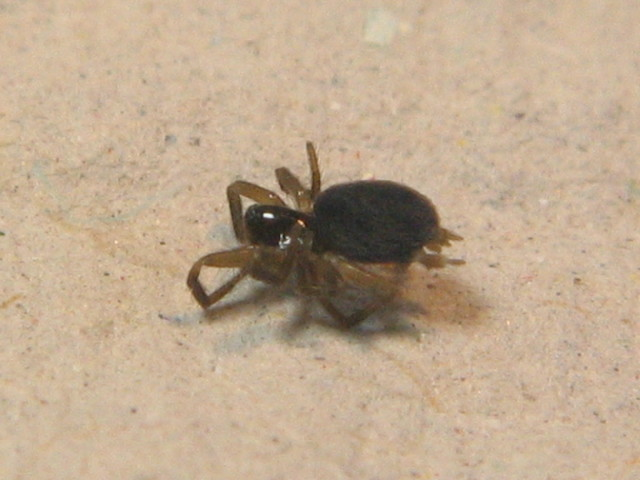